# 陳柏豪 (足球運動員)
陳柏豪（1989年2月1日—），台灣足球員、足球教練，司職前鋒，現時效力台灣石虎足球隊。大學就讀輔仁大學，並代表校隊競逐大專校院足球運動聯賽，在學期間曾一次贏得聯賽冠軍、兩度獲得金靴獎。在學期間，還同時效力全國城市足球聯賽大同足球隊，之後轉戰台甲台南市隊及台乙通捷FC，2021台甲賽季回歸效力北市大同。此外，他曾代表中華台北男子足球代表隊出戰2010年龍騰盃。

## 生平

### 學生時期
陳柏豪從事足球運動的機緣是國小參加足球夏令營，後來被選進校隊，因而開始踢球。高中時在高中聯賽只進五球，一度感到灰心，經師長、朋友鼓舞後才振作。大學時就讀輔仁大學，並自2009年起代表足球校隊。
就讀輔大期間，陳柏豪在2010年隨隊贏得大專校院足球運動聯賽冠軍，冠軍賽上他傳出一助攻，還有一次傳球令隊友成功造點。2011年，他無法兼顧中華台北男子足球代表隊與學校課業，一度遭到退學，因此入伍服義務役。之後，於2012年再度代表輔大上陣，輔大在該年度挺進決賽，賽中他入得二球，終場則以三比二告負，位居亞軍；個人則以全年15顆進球，拿下金靴。2013年時，陳柏豪則因進行前十字韌帶手術，到了2014年才復出，該年度他率隊獲得季軍，並再次贏得金靴獎。翌年是陳柏豪大學生涯的最後一年，他再隨輔大獲得聯賽季軍。

### 球員及教練生涯
除代表輔大出賽外，陳柏豪同時也自2011年起效力於全國城市足球聯賽大同足球隊，並在2012年以攻進8球與溫智豪、林茂祥並列金靴。日後亦曾效力台灣企業甲級足球聯賽台南市台灣鋼鐵足球隊，一直到2019年離隊。後來陳柏豪代表通捷足球俱樂部，競逐在2020年7月開賽的首屆台灣乙級足球聯賽。2021年，他再次效力大同足球隊，由於大同公司停止贊助球隊，陳柏豪參與了大同隊法人身分的補選與改名為台灣石虎的相關事宜，並且在2022年台企甲第一循環第二輪進球，令台灣石虎隊以二比一贏下改名後的首場勝利。國際賽方面，他則在2010年代表中華台北男子足球代表隊出戰龍騰杯，且於對陣澳門隊時攻進二球，終場以七比二勝出。
陳柏豪仍在南市台鋼時，便於2016年起執教樂活鯨隊，並且領軍贏得2018年新北市主委盃U10組冠軍。2020年時則執教公館足球種子，為了專心帶隊，未有報名台企甲。